# Trogulus galasensis
Trogulus galasensis is een hooiwagen uit de familie kaphooiwagens (Trogulidae).